# La Maison où je vis
Pour plus de détails, voir Fiche technique et Distribution.
La Maison où je vis (en russe : Дом, в котором я живу, Dom, v kotorom ia jivou) est un film soviétique réalisé par Lev Koulidjanov et Yakov Segel, sorti en 1957,.

## Synopsis
En 1935, dans un immeuble aux abords de Moscou, deux familles arrivent dans un appartement communautaire. Ce sont les Davydov avec trois enfants et un couple de jeunes mariés, Dmitri et Lida Kachirine. Les Davydov sont les personnes importantes des lieux, autour desquelles les événements se passent. Les enfants grandissent et cherchent leur voie avec les grandes personnes qui les entourent, cherchent des réponses à leurs questions, sur ce qu'ils vont faire et ce qu'ils vont être. Ils se chamaillent, se réconcilient, tissent des liens ou les cassent.   
Lida Kachirina n'aime plus son mari Dmitri qui est géologue et qui passe son temps dans des expéditions. Pendant l'une des absences de Dmitri, Constantin le fils aîné des Davydov, qui est soldat, vient rendre visite à ses parents. La passion éclate entre Constantin et Lida Kachirina. Lida se sent comme une traîtresse et Klavdia Kondratievna Davydova, la mère de Constantin, exprime ouvertement son mépris pour elle. De retour de son expédition, Dmitri ne se doute de rien et ne comprend pourquoi sa femme est prête à partir. 
Serioja Davydov, le fils cadet, est amoureux depuis l'enfance de Galia Volynskaïa. Elle grandit et rêve de devenir actrice, mais Serioja lui en veut de ce projet. Peu de gens sont prêts à comprendre son désir. Mais Galia est têtue et va même étudier avec une actrice célèbre dans le passé afin d'entrer à l'école de théâtre... 
Serioja, lui-même sous l'influence de Kachirine, se passionne pour la géologie.
De manière inattendue, la guerre fait exploser la vie paisible des héros du film, changeant radicalement leur vision de la vie, leur attitude les uns envers les autres et leurs valeurs de vie. Pour certains d'entre eux, la guerre devient un trait fatal. Dmitri Kachirine ne revient pas de la guerre, Constantin Davydov devient invalide de guerre. Serioja revient en héros de la guerre, ne sachant pas que la rêveuse Galia a été tuée. 
Après le jour de la Victoire, les protagonistes tentent de commencer une nouvelle vie. Sergueï Davydov entre à l'institut de géologie. Constantin espère que Lida se pardonnera elle-même et qu'elle répondra à ses sentiments pour elle qui sont demeurés intacts.

## Fiche technique
- Titre original : Дом, в котором я живу, Dom, v kotorom ia jivou
- Titre français : La Maison où je vis[3]
- Photographie : Viatcheslav Choumski
- Musique : Youri Birioukov
- Parolier : Alexeï Fatianov
- Décors : Vladimir Bogomolov, Ekaterina Alexandrova, Elza Rapoport
- Montage : Lidia Rodionova
- Date de sortie : 1957

## Distribution
- Valentina Teleguina : la mère
- Nikolaï Yelizarov : le père (crédité comme N. Yelizarov)
- Vladimir Zemlianikine : Serioja Davydov
- Youri Miasnikov : Serioja enfant (crédité comme Youra Miasnikov)
- Evgueni Matveïev : Constantin Davydov
- Rimma Chorokhova : Katia (créditée comme R. Chorokhova)
- Pavel Chalnov : Nikolaï, le mari de Katia (crédité comme P. Chalnov)
- Mikhaïl Oulianov : Dmitri Kachirine
- Ninel Mychkova : Lida, la femme de Kachirine (créditée comme Elena Mychkova)
- Klavdia Elanskaïa : l'actrice
- Janna Bolotova : Galia Volynskaïa
- Zoïa Danilina : Galia, enfant
- Cleopatra Alperova : la mère de Galia (créditée comme C. Alperova)
- Lev Koulidjanov : le père de Galia
- Tania Malycheva
- Olga Malycheva
- Ekaterina Mazourova : la femme de ménage de l'actrice
- Praskovia Postnikova : la voisine
- Lidia Smirnova : la postière